# Willy Wellens
Willy René Josephina Wellens (ur. 19 października 1954 w Diest) – były belgijski piłkarz występujący na pozycji pomocnika.

## Kariera klubowa
Wellens zawodową karierę rozpoczynał w 1972 roku w klubie Lierse SK. W 1974 roku odszedł do RWD Molenbeek, z którym rok później zdobył mistrzostwo Belgii. W 1978 roku przeniósł się do Standardu Liège. W 1980 roku wywalczył z nim wicemistrzostwo Belgii, a w 1981 zdobył z zespołem Puchar Belgii. W latach 1981–1986 był zawodnikiem Club Brugge, z którym w 1986 został zwycięzcą Pucharu Belgii. Potem był graczem klubów Beerschot VAC, KV Kortrijk, RWD Molenbeek, Cercle Brugge oraz KRC Mechelen, gdzie w 1994 roku zakończył karierę.

## Kariera reprezentacyjna
W reprezentacji Belgii Wellens zadebiutował 22 maja 1976 w przegranym 1:2 meczu eliminacji mistrzostw Europy 1976 z Holandią. W 1980 roku Wellens został powołany do kadry na mistrzostwa Europy. Nie rozegrał tam jednak żadnego spotkania, a Belgia zajęła 2. miejsce w turnieju. W latach 1976–1981 w drużynie narodowej Wellens zagrał w sumie 7 razy.